# Thomas Rock
Thomas Rock är en kulle i Antarktis. Den ligger i Östantarktis. Australien gör anspråk på området. Toppen på Thomas Rock är 1 698 meter över havet.
Terrängen runt Thomas Rock är varierad. Trakten är obefolkad. Det finns inga samhällen i närheten.